# Rhabditophanes
Rhabditophanes är ett släkte av rundmaskar. Rhabditophanes ingår i familjen Rhabditidae.
Kladogram enligt Catalogue of Life:
| Rhabditophanes | \| \| Rhabditophanes aphodii \| \| \| \| \| \| Rhabditophanes insolitus \| \| \| \| \| \| Rhabditophanes schneideri \| \| \| \| |
|                | \| \| Rhabditophanes aphodii \| \| \| \| \| \| Rhabditophanes insolitus \| \| \| \| \| \| Rhabditophanes schneideri \| \| \| \| |
|                | Bursilla |
|                | |
|                | Caenorhabditis |
|                | |
|                | Coarctadera |
|                | |
|                | Crustorhabditis |
|                | |
|                | Cuticularia |
|                | |
|                | Diploscapter |
|                | |
|                | Macramphis |
|                | |
|                | Mesorhabditis |
|                | |
|                | Neorhabditus |
|                | |
|                | Parasitorhabditis |
|                | |
|                | Parasitorhabditus |
|                | |
|                | Pelodera |
|                | |
|                | Phasmarhabditis |
|                | |
|                | Poikilolaimus |
|                | |
|                | Protorhabditis |
|                | |
|                | Rhabditis |
|                | |
|                | Rhabditoides |
|                | |
|                | Rhitis |
|                | |
|                | Teratorhabditis |
|                | |
|                | Rhabditophanes aphodii |
|                | |
|                | Rhabditophanes insolitus |
|                | |
|                | Rhabditophanes schneideri |
|                | |

|  | Rhabditophanes aphodii    |
|  |                           |
|  | Rhabditophanes insolitus  |
|  |                           |
|  | Rhabditophanes schneideri |
|  |                           |